# تو تشيلوز
تو تشيلوز (2Cellos) هي فرقة عزف ثنائية كرواتية، على التشيلو مكونة من العازفين لوكا شوليتش وستيبان هاوزر.
اكتسب العازفان شهرة عالمية منذ 2011 بعزفهما ألحان الروك والبوب على التشيلو، المستخدمة عادة في الموسيقى الكلاسيكية؛ ووقعا عقد رعاية مع شركة سوني ماسترووركس.

## اقرأ أيضاً
- تشيلو

## وصلات خارجية
- 2تشيلوز على موقع IMDb (الإنجليزية)
- 2تشيلوز على موقع ميوزك برينز (الإنجليزية)
- 2تشيلوز على موقع أول ميوزيك (الإنجليزية)
- 2تشيلوز على موقع ديسكوغز (الإنجليزية)
- الموقع الرسمي
- قناة تو تشيلوز  على يوتيوب